# Crima din Orient Express
Crima din Orient Express (intitulat original în limba engleză Murder on the Orient Express) este un roman polițist scris de scriitoarea britanică Agatha Christie. A fost publicat pentru prima oară în Regatul Unit de editura Collins Crime Club la 1 ianuarie 1934. În Statele Unite, a fost publicată la 28 februarie 1934, sub titlul de Murder in the Calais Coach (în traducere, Crima din vagonul de Calais) de editura Dodd, Mead and Company. Ediția din Marea Britanie a fost pusă la vânzare la șapte șilingi și șase pence, iar ediția din S.U.A. la 2.00 USD.

## Prezentare
Călătoria cu unul dintre cele mai luxoase trenuri din Europa se transformă brusc într-una dintre cele mai interesante investigații ale lui Hercule Poirot. Noaptea, când trenul este nevoit să se oprească, deoarece șinele sunt acoperite de zăpadă, cineva ucide un american bogat pe nume Ratchett. Urmele crimei se întorc înapoi în timp, deoarece Ratchett a fost implicat cândva în răpirea și uciderea unei fetițe.

## Adaptări

### Film
- Crima din Orient Express - Murder on the Orient Express (1974), regia Sidney Lumet
- Crima din Orient Express - Murder on the Orient Express (2017), regia Kenneth Branagh